# Marianina rosea
Famille
Genre
Espèce
Marianina rosea, unique représentant du genre Marianina et de la famille des Aranucidae, est une espèce de mollusques de l'ordre des nudibranches.